# Flåm (stacja kolejowa)
Flåm – stacja kolejowa w Flåm, w gminie Aurland w regionie Vestland w Norwegii, jest oddalona od Oslo o 356 km.

## Położenie
Jest końcową stacją linii Flåmsbana, ponadto leży na linii Bergensbanen. Leży na wysokości 2 m n.p.m.. 

## Ruch pasażerski
Stacja obsługuje bezpośrednie połączenia do Myrdal, Oslo i Bergen.

## Obsługa pasażerów
Kasa biletowa, poczekalnie, telefon publiczny, bankomat, ułatwienia dla niepełnosprawnych, wózki bagażowe, parking 150 miejsc, parking rowerowy, kiosk, bar, automatyczne skrytki bagażowe, przystanek autobusowy, postój taksówek. Prom do Bergen.